# Przegląd Historii Sztuki
Przegląd Historii Sztuki – rocznik wydawany w Krakowie w latach 1929–1933 pod redakcją Wojsława Molego. Organ Polskiej Akademii Umiejętności. 
Na łamach pisma ukazywały się artykuły z dziedziny historii i teorii sztuki, monografie zabytków, informacje o odkryciach naukowych, sprawozdania z działalności muzeów, teksty na temat ochrony i inwentaryzacji zabytków, przegląd wydawnictw, recenzja. Z pismem współpracowali Zofia Ameisenowa, Zygmunt Batowski, Stanisław Gąsiorowski, Tadeusz Mańkowski, Michał Walicki.